# شرکت خودروسازی آستین آمریکایی

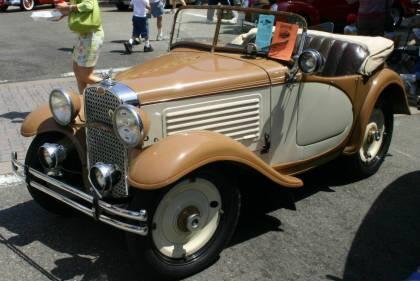
آستین آمریکایی ۱۹۳۱ میلادی

شرکت خودروسازی آستین آمریکایی (به انگلیسی: American Austin Car Company Inc.) یک شرکت خودروسازی آمریکایی بود که در ایالت دلاور تأسیس شده بود. این شرکت در ۲۳ فوریه ۱۹۲۹ میلادی تأسیس شد، و خودروهای موتوری با مجوز از شرکت بریتانیایی آستین موتور از سال ۱۹۳۰ تا ۱۹۳۴ میلادی، پس از درخواست حمایت از ورشکستگی، تولید کرد. شرکت در سال ۱۹۳۵ میلادی منحل شد و دارایی‌ها توسط شرکت ایوانز اوپریشنز خریداری شد. و یک شرکت جدید شرکت خودرو بانتام آمریکایی در ژوئن ۱۹۳۶ میلادی تأسیس شد.